# Bella Moretti
Pour les articles homonymes, voir Moretti.
Bella Moretti de son vrai nom Arielle Myles, née le 12 mars 1989 à Las Vegas (Nevada), est une actrice afro-américaine de films pornographiques. Elle est entrée dans l'industrie pornographique en 2008.

## Récompenses

### Nominations
- 2012 : Urban X Award - Best 3 Way Sex Scene (avec Skin Diamond et Mr Marcus)[3]

## Filmographie
- 2008 : Black Bottom Girls 5
- 2008 : Black Dick in Daddy's Daughter 3
- 2008 : Booty Talk 82
- 2008 : Chocolate Chicks on Cracker Dicks 1
- 2008 : Slippin' Into Darkness 2
- 2009 : Bang That Black Bitch White Boy 5
- 2009 : Barely Legal 100
- 2009 : Black Azz Orgy 6
- 2009 : Black Moon Risin 10
- 2009 : Black Teen Pussy Party 4
- 2009 : Chocolate Cream Pies 21
- 2009 : Ebony Amateurs 7
- 2009 : Femdom Ballbusters And Ball-Biting Black Girls
- 2009 : Fuck Face
- 2009 : Girls Greasin' Girls 3
- 2009 : I Eat White Meat 3
- 2009 : Lesbian Ebony Amateurs 3
- 2009 : Mama Turned Me Out 4
- 2009 : New Black Cheerleader Search 5
- 2009 : Nightstick Black POV 6
- 2009 : Office Freaks 4
- 2009 : Soul Hole
- 2009 : Squirtin Sistas 4
- 2009 : Tight Black Cherries 2
- 2009 : White Dicks in Black Chics 6
- 2009 : Whitezilla Is Bigga Than A Nigga 2
- 2010 : Asseaters Unanimous 22: All Girl Interracial Edition
- 2010 : Black Lesbian Hunters
- 2010 : Cum Bang 5
- 2010 : Cumswapping Headliners 15
- 2010 : Freaky Lil Divas And Dymez 2
- 2010 : Nightstick Black POV 7
- 2010 : Office Confessionals 11
- 2010 : Official Shaft Parody
- 2010 : Porn's Top Black Models 2
- 2010 : Slim Sexy and Black
- 2010 : Suck Balls 1
- 2010 : Suck It Dry 8
- 2010 : Throat Injection 3
- 2010 : Tight Black Cherries 4
- 2010 : Womenopoly 4
- 2011 : Anacondas and Lil Mamas 7
- 2011 : Armpit Confidential 2
- 2011 : Black Anal Love 1
- 2011 : Black Lesbian Romance
- 2011 : Chocolate Covered Coeds 2
- 2011 : Cum In Me Baby 2
- 2011 : Daddy's Got a Sweet Tooth 1
- 2011 : Hitchhikers 1
- 2011 : Hitchhikers 2
- 2011 : Hustler's Untrue Hollywood Stories: Oprah
- 2011 : Interracial Swingers 2
- 2011 : It's All Pink on the Inside 2
- 2011 : My New White Stepdaddy 1
- 2011 : Official 106 and Park Parody
- 2011 : Phat Black Juicy Anal Booty 8
- 2011 : Put Your Feet on My Meat
- 2011 : Real Black Housewives of LA
- 2011 : Solo Sweethearts 1
- 2011 : Street Hookers for the White Guy 1
- 2011 : Superstar Brown Skin Beauties
- 2012 : Barefoot Confidential 72
- 2012 : Black Fuck Faces
- 2012 : Black Girl Gloryholes 9
- 2012 : Black Prison Lesbians
- 2012 : Black Scary Movie
- 2012 : Black Teens 8
- 2012 : Fine Ass Lesbians
- 2012 : It's a Girl Thing 2
- 2012 : Just Tease 3
- 2012 : Lesbian Beauties 7: All Black Beauties
- 2012 : Miss Pretty Pussy
- 2012 : Teen Pussy International
- 2013 : Black Pussy is Sweeter
- 2013 : Chocolate Samplers
- 2013 : I Love Black Lesbians
- 2013 : I Need Some Alone Time
- 2013 : Nice Girls Love Black Dick
- 2013 : Sistas Chasing White Meat 1
- 2013 : Soul Sista Solos
- 2014 : Hoodratz 3